# Hurrikan Alberto (1982)
Hurrikan Alberto war der erste tropische Wirbelsturm der atlantischen Hurrikansaison 1982 und verursachte die schlimmsten Überschwemmungen im Westen Kubas seit mehr als dreißig Jahren. Der Hurrikan entwickelte sich am 2. Juni aus einer Wetterstörung im südlichen Golf von Mexiko. Das System organisierte sich sehr schnell und erreichte am nächsten Tag bereits den Status eines Hurrikans. Alberto war der früheste Hurrikan im Jahresablauf im atlantischen Becken seit Hurrikan Alma im Mai 1970. Kurz nachdem Alberto seine Spitzenwindgeschwindigkeiten mit etwa 140 km/h erreicht hatte, begann die Abschwächung Albertos aufgrund näherkommender Winde in der Höhe. Zwar hatten die ursprünglichen Prognosen eine nordwestliche Zugbahn nach Florida angenommen, das System drehte jedoch scharf nach Westen ab und zog auf einem umherirrenden Weg über den östlichen Golf von Mexiko, bevor es sich am 6. Juni auflöste.
Im Westen Kubas rief Alberto heftige Regenfälle hervor, die zu Sturzfluten mit schweren Schäden führten. Der Sturm beschädigte 8745 Häuser und zerstörte 154, wodurch hunderte Menschen obdachlos wurden. Die ausgiebigen Regenfälle dauerten über einige Wochen nach dem Sturm an und die Sachschäden summierten sich auf etwa 85 Millionen US-Dollar (in Preisen von 1982). Mindestens 23 Personen wurden durch den Hurrikan und seine Auswirkungen auf Kuba getötet. In Florida waren die Auswirkungen aufgrund des Abdrehens weitaus geringer als ursprünglich angenommen.

## Sturmverlauf

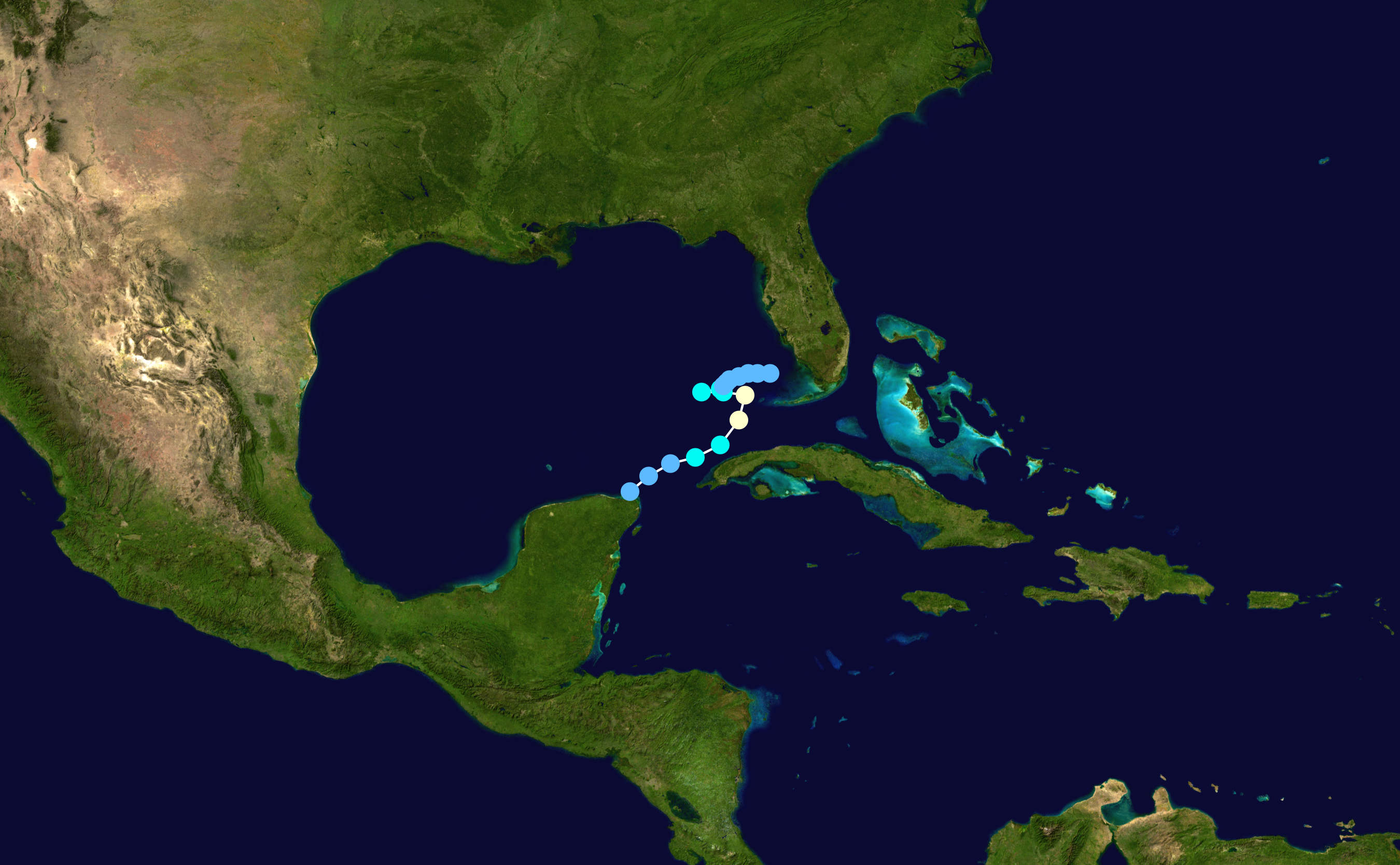
Zugbahn von Hurrikan Alberto

Ende Mai entwickelte sich fortlaufend eine tropische Störung über dem nordwestlichen Karibischen Meer. Diese wanderte westwärts nach Yucatán und am 1. Juni bildete sich aus der Konvektionszone ein zirkulierendes Wolkengebilde, das mit einem Tiefdruckgebiet verbunden war. Das System zog nach Nordosten in den Golf von Mexiko, wobei sich dessen Entwicklung fortsetzte. In der Folge bildete sich eine Zirkulationsbewegung an der Oberfläche aus und durch das National Hurricane Center wurde das Tropische Tiefdruckgebiet Eins etwa 65 km nordnordwestlich von Cancún klassifiziert. Durch Hurricane Hunter wurde das Vorhandensein des tropischen Tiefs im Tagesverlauf bestätigt. Vermutlich in der Frühe des 3. Juni verstärkte sich das Tiefdruckgebiet zum tropischen Sturm. Es befand sich zu diesem Zeitpunkt etwa 240 km nordnordwestlich der Westspitze Kubas und nach Beobachtungen eines Schiffes etwa 185 km südlich des Zentrums betrug die Windgeschwindigkeit etwa 75 km/h. Ein Air-Force-Flug wurde angesetzt, aber dann nicht durchgeführt, weil die kubanische Regierung nicht damit einverstanden war, dass das Flugzeug den kubanischen Luftraum berührte.
Alberto intensivierte sich rasch auf seinem Zug nordostwärts durch den südöstlichen Golf von Mexiko und erreichte die Stärke eines Hurrikans der Kategorie 1 auf der Saffir-Simpson-Hurrikan-Windskala innerhalb von neun Stunden nach der Klassifizierung als tropischer Sturm. Spät am 3. Juni erreichte Alberto Windspitzen von 140 km/h. Zu diesem Zeitpunkt befand sich das Zentrum etwa 195 km westsüdwestlich von Key West, Florida. Kurz darauf wirkten sich starke westliche Windströmungen in der Höhe auf die Konvektion des Hurrikans aus, der sich bis zum Morgen des 4. Juni zu einem tropischen Sturm abgeschwächt hatte. Schwache steuernde Windströmungen verursachten eine scharfe Kursänderung nach Westen. Das System irrte über dem Golf von Mexiko umher, wodurch das Zirkulationszentrum von der Konvektion getrennt wurde und in der Frühe des 5. Juni war aus Alberto ein konvektionsloses tropisches Tiefdruckgebiet geworden. Als solches trieb Alberto ost-nordostwärts und drehte dann mehr nach Osten, bevor es sich spät am 6. Juni etwa 115 km vor der Küste Floridas auflöste.

## Vorbereitungen
Aufgrund der plötzlichen Entwicklung und der zunächst angenommenen Zugbahn über den Südwesten Floridas gab das National Hurricane Center in Miami zunächst Warnungen vor einem tropischen Sturm aus und wenige Stunden später vor einem Hurrikan für die Küste zwischen den Dry Tortugas und Marathon in den Florida Keys, sowie die südwestliche Festlandsküste bis nach Fort Myers. Eine Vorwarnung wurde außerdem ausgesprochen, die sich von Marathon bis zum Jupiter Inlet erstreckte. Zum Zeitpunkt, an dem die Hurrikanwarnung ausgegeben wurde, bewegte sich Alberto auf einem stetig nordöstlichen Kurs und die Vorausberechnungen ergaben einen direkten Treffer in Key West innerhalb von zwölf Stunden und ein Auftreffen auf dem Festland bei Key Largo binnen 24 Stunden. Zusätzlich gingen die meisten Berechnungsmodelle davon aus, dass Alberto dann weiter nordostwärts den Süden Floridas überqueren würde (nur eines der Computermodelle, das allerdings zu dem damaligen Zeitpunkt nicht verfügbar war, errechnete die schwachen Steuerungswinde, die ein Erreichen Floridas durch das Zentrum des Sturmes verhinderten). Die Behörden ordneten deswegen die zwangsweise Evakuierung entlang der südwestlichen Küste Floridas an. Mehr als 1000 Bewohner verließen ihre Häuser und suchten Notunterkünfte auf. Air Florida strich alle Flüge nach Key West. Viele der Bewohner auf den Inseln der unteren Florida Keys konnten nicht mehr das Festland erreichen und die Behörden organisierten deren Unterbringung in Key West. Schulen und öffentliche Einrichtungen im Monroe County wurden geschlossen und entbehrliches Personal nach Hause geschickt.

## Auswirkungen

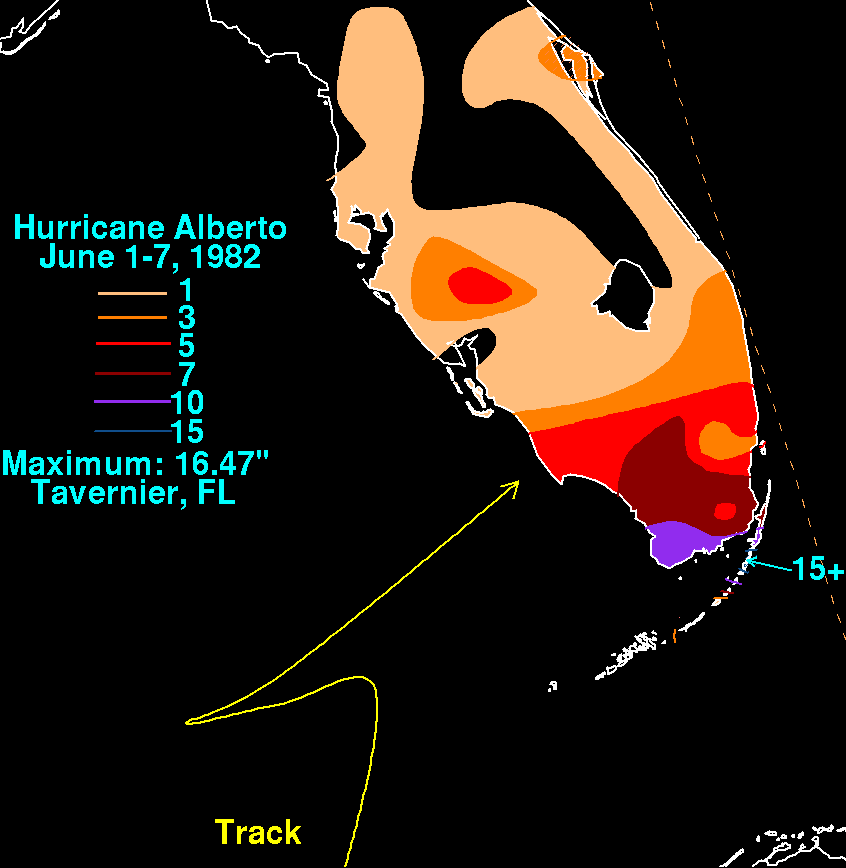
Niederschlagsmengen durch Hurrikan Alberto

Die Regenbänder Albertos ergaben über dem Westen Kubas heftige Regenfälle und Sturzfluten. Die Regenmenge war mit 1012 mm die vierthöchste Regenmenge in Kuba seit 1963. Einige Hundert Kubaner wurden aufgrund der Fluten obdachlos. Mehr als 50.000 Bewohner mussten wegen der Überschwemmungen evakuiert werden, die im nordwestlichen Landesteil als die schwersten seit 1950 bezeichnet wurden. Der Sturm hinterließ rund 250.000 entwurzelte Bananenstauden und beschädigte 8745 Gebäude; 71 Häuser in der Provinz Pinar del Río und 83 Gebäude in der Hauptstadt Havanna wurden durch Alberto zerstört. Sechs Fabriken in der Hauptstadtprovinz wurden ebenfalls beschädigt. Der Durchzug Albertos unterbrach in mehreren Bezirken die Stromversorgung und die Telefonverbindungen. Das kubanische Militär wurde eingesetzt, um Menschen zu helfen, die durch die Fluten von der Außenwelt abgeschnitten waren, und umgestürzte Bäume zu beseitigen. Zwei Tage nach der nächsten Annäherung erreichte die Zahl der Opfer 11; sie stieg später noch auf 23 oder 24. Davon entfielen drei auf Havanna und 20 auf die Provinz Pinar del Rio.
Die starken Regenfälle dauerten nach dem Durchzug Albertos noch für einige Zeit an, wodurch der Tabakernte schwere Ausfälle entstanden. Etwa 900 t der feinsten Sorten der schon eingebrachten Ernte wurden vernichtet, weil Wind und Regen Scheunen beschädigte, in denen der Tabak lagerte, weitere 1300 t Tabakblätter wurden geschädigt. In der Provinz Pinar del Rio hinterließ Alberto neben tausenden von beschädigten Häusern auch etwa 400 ertrunkene Tiere, vor allem Vieh. Der Schaden summierte sich auf geschätzte 85 Millionen US-Dollar (1982; inflationsbereinigt 2006 etwa 178 Millionen USD).
Sturmwinde und heftige Niederschläge betrafen auch die unteren Florida Keys; Key West verzeichnete 160 mm Niederschlag innerhalb von 24 Stunden, die höchste Windgeschwindigkeit wurde mit 115 km/h in den Dry Tortugas gemessen. Starker Regen fiel auch im Süden Floridas und den östlichen Keys; die höchste dort verzeichnete Regenmenge war 418 mm in Tavernier. Alberto verursachte drei Tornados und eine Wasserhose entlang der Inselkette, wodurch bei Stock Island mehrere Boote beschädigt wurden. Ein Tornado hob ein fahrendes Auto empor, wobei sich der Fahrer leicht verletzte, ein anderer riss zwei Telegrafenmasten nieder, wodurch der Verkehr auf dem Overseas Highway einige Zeit unterbrochen wurde. Der durch die Tornados verursachte Schaden belief sich auf 275.000 US-Dollar (1982).
Trotz der umfangreichen Schäden und der Zahl der Todesopfer durch Alberto wurde dessen Name durch die World Meteorological Organization nicht von der Liste der Namen tropischer Wirbelstürme gestrichen; er wurde 1988, 1994, 2000, und 2006 wieder benutzt.